# 须苇莺

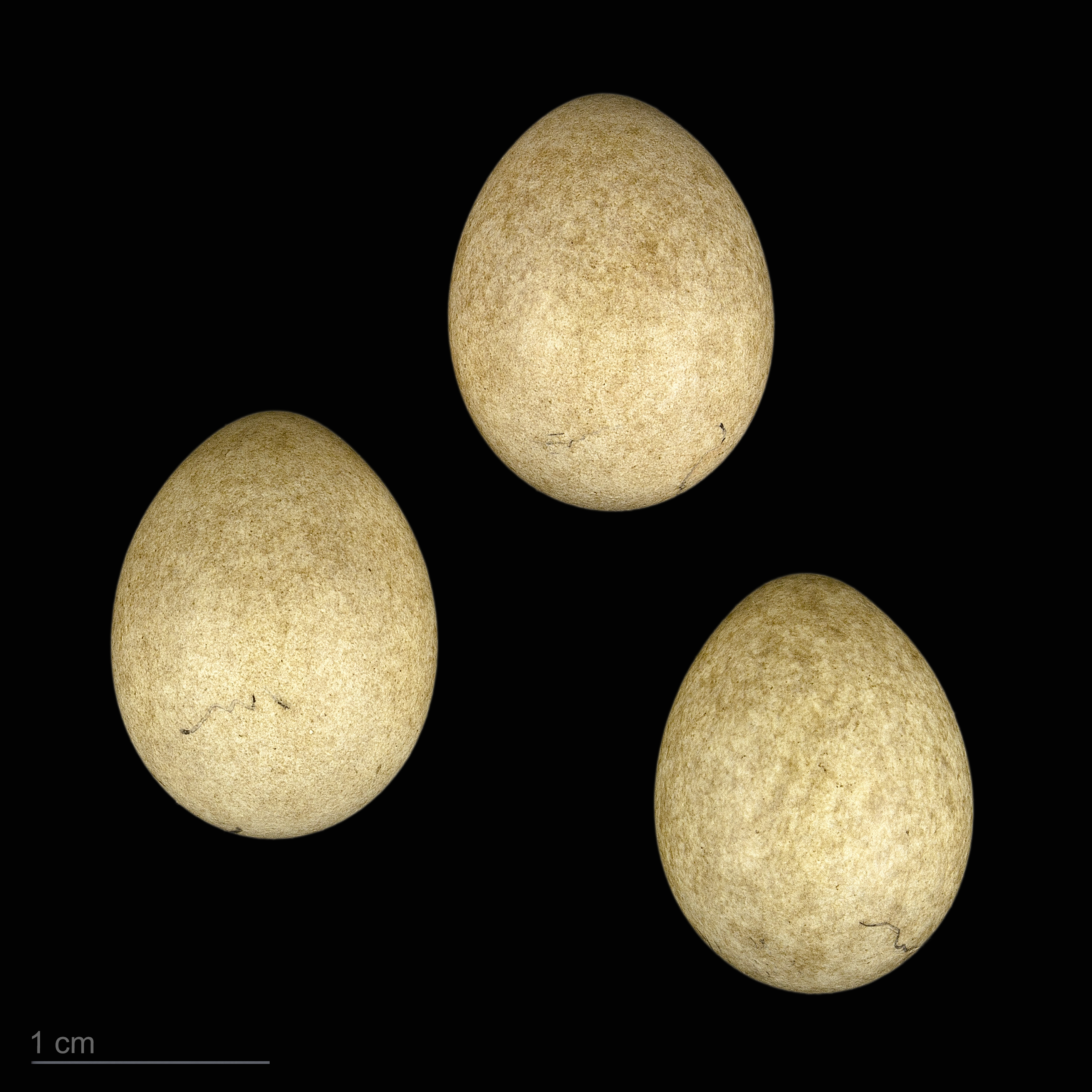
卵 Acrocephalus melanopogon melanopogon

，是雀形目苇莺科的一种鸟类。

## 特征
须苇莺体重约10.9克，翼长约56.7毫米，嘴峰长约12.7毫米，喙宽度约2.6毫米，喙厚度约2.5毫米，跗蹠长约19毫米，尾长约47.8毫米。须苇莺是候鸟，其栖息在开放的湖泊、沼泽等湿地环境中，食性为肉食性，主要食物来源是陆生无脊椎动物。

## 亚种
- ：分布于地中海周边的欧洲和北非。
- ：分布于土耳其西部至俄罗斯南部、伊拉克、伊朗和阿富汗。
- ：分布于俄罗斯（亚速海东岸至顿河下游）。[4]